# Kanji Kubomura
Kanji Kubomura (久保村 寛, Kubomura Kan, Gunma, 11 de maio de 1943) é um ex-ciclista olímpico japonês. Kubomura representou seu país nos Jogos Olímpicos de Verão de 1960 em Roma.